# Радина, Лия Ефимовна
Лия Ефимовна Радина (15 апреля 1921, Самара — 8 августа 2000, Ульяновск) — советская и российская театральная актриса, народная артистка России (1992).

## Биография
Родилась 15 апреля 1921 года в Самаре в семье служащего. После 6-го класса семья Лии Радиной переехала на Южный Урал в Оренбург, где она начала заниматься в школьной самодеятельности. После школы поступила в Саратовское театральное училище, но с началом Великой Отечественной войны училище было закрыто и Радина вернулась к родителям в Оренбург, где встретила будущего мужа Матвея Шарымова.
Когда композитор Василий Соловьев-Седой приехал в Оренбург, чтобы набрать концертную бригаду, Радина решила присоединиться к фронтовому театру и ехать с концертами на фронт. Она прошла дорогами войны по Калининскому и Западному фронтам. Выступала во фронтовом театре «Ястребок» под руководством Соловьёва-Седого. С 1943 года училась и работала в студии при Оренбургском драматическом театре имени М. Горького. Работала в театрах Душанбе, Ташкента, Перми, Таллина. В Пермском драматическом театре работала с Марком Захаровым.
В 1959 году Шарымова пригласили Ульяновский драматический театр как известного исполнителя роли Ленина. Радина также стала актрисой Ульяновского драматического театра, в котором работала до конца жизни. Сыграла в нём более 300 ролей.
Кроме этого, в течение 10 лет возглавляла областное отделение Всероссийского театрального общества.
Умерла 8 августа 2000 года в Ульяновске. Похоронена на Старом городском кладбище в Ульяновске рядом с мужем.

### Семья
- Муж — актёр Матвей Шарымов (1905—1968), заслуженный артист РСФСР. Отец Шарымова Александра Матвеевича.

## Награды и премии
- Заслуженная артистка РСФСР (12.01.1979).
- Народная артистка России (20.11.1992)[1].
- В 1996 году её имя занесено в Золотую книгу почёта Ульяновской области.
- Премия СТД Ульяновской области «Лицедей» (1996, 1999).
- Премия Ульяновского отделения СТД «За верность сцене».

## Работы в театре
- «Два капитана» по B. А. Каверину —  Катя
- «Снежок» В. Любимовой (1952, Сталинабад) — Марджери
- «Аленький цветочек» И. Карнауховой и Л. Браусевич (1952, Сталинабад) — Капа
- «Неравный брак» Б. Рацера, В. Константинова— генеральша
- «Коломба» Ж. Ануя — Жорж
- «Фиалка Монмартра» И. Кальмана — Мадам Арно
- «Кремлёвские куранты» Н. Ф. Погодина — Нищая
- «Живой труп» Л. Толстого — Маша
- «Квартет для души» Г. Хугаева — Бабуца
- «Обрыв» И. А. Гончарова — Татьяна Марковна Бережкова
- «Волки и овцы» А. Островского — Мурзавецкая
- «Ромео и Джульетта» У. Шекспира — Кормилица
- «Орфей спускается в ад» Т. Уильямса — Ви Толбот
- «Три девушки в голубом» Л. Петрушевской — Фёдоровна
- «Без вины виноватые» А. Островского — Кручинина
- «Собака на сене» Лопе де Вега — Марсела
- «День рождения Терезы»
- «Поднятая целина»
- «Моя дорогая Памела»
- «Миссис Пайпер ведет следствие»
- «Ателье иллюзий»
- «Родственники»
- «Шторм»
- «Крошка»
- «Мой божество, моя кумир»

## Память

Мемориальная доска Радиной Л. Е.

- Мемориальная доска Радиной Л. Е.На доме в Ульяновске, где жила актриса (ул. Гончарова, 4), установлена мемориальная доска.
- Её имя есть на Аллее Славы у Ульяновского областного драматического театра.

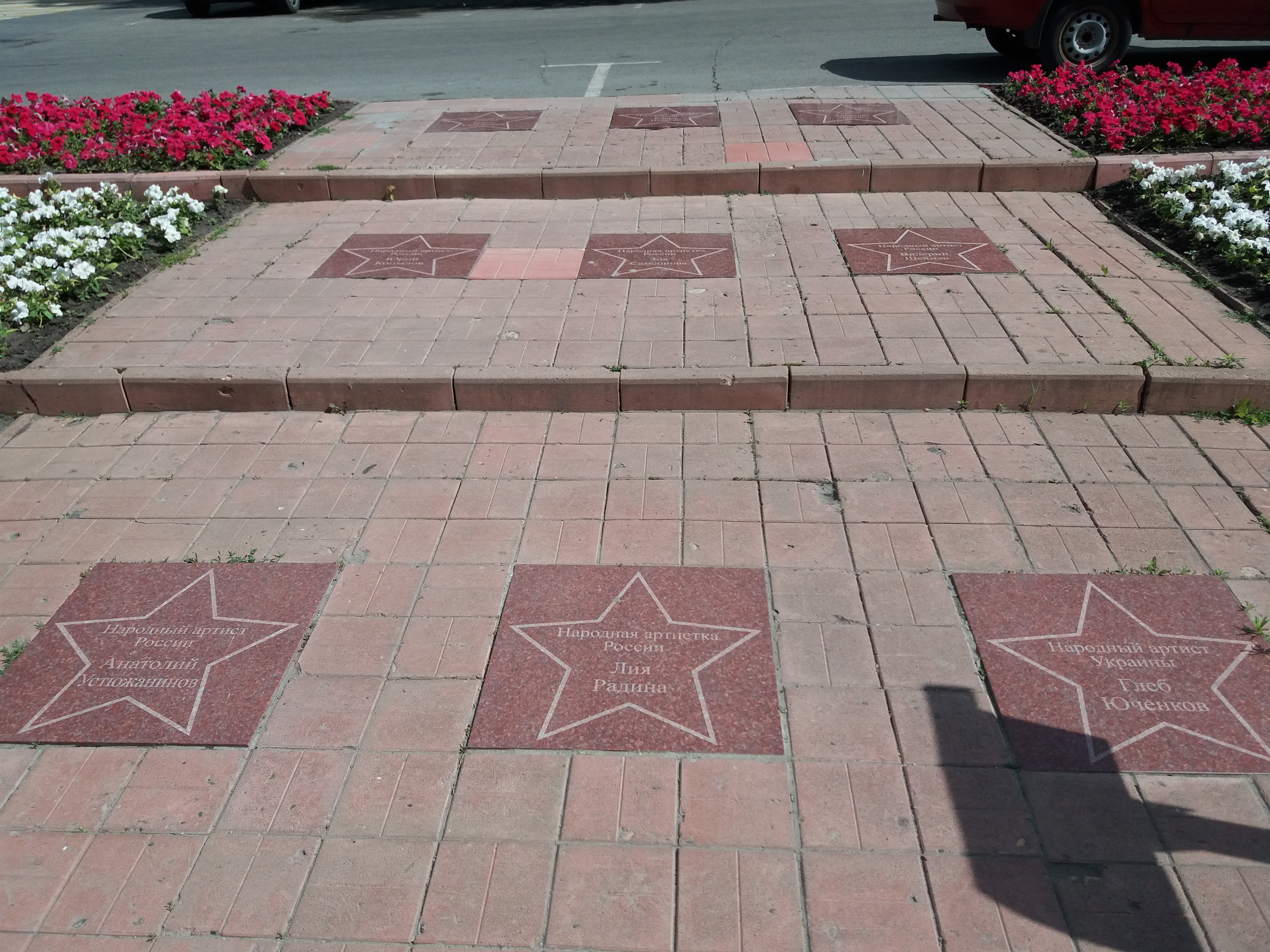
Аллея Славы драмтеатра.
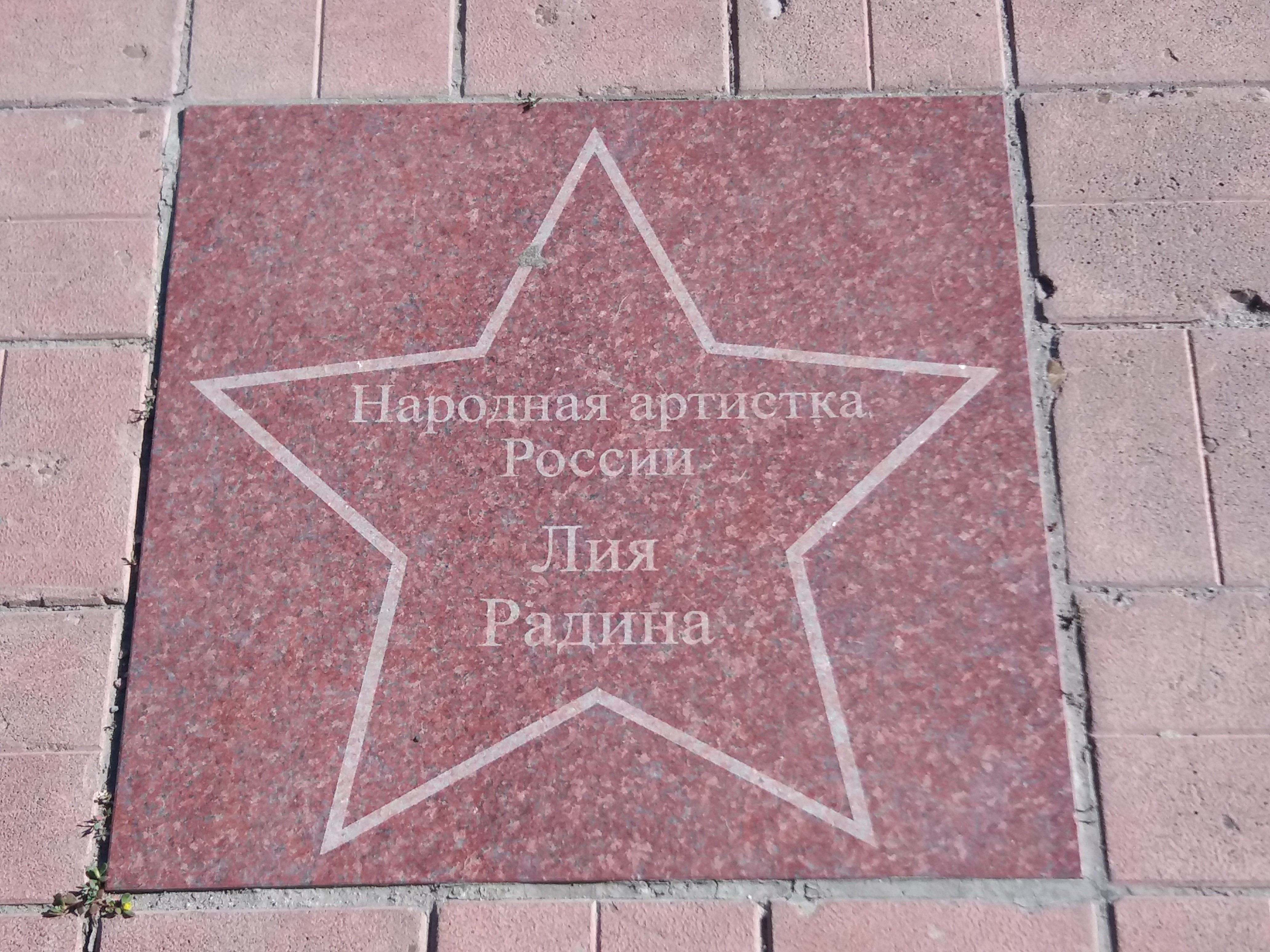
"Звезда - Лия Радина" на аллеи Славы.